# Doak Walker Award
Il Doak Walker Award , assegnato per la prima volta nel 1990, premia il miglior running back del football universitario. Deve il suo nome all'ex giocatore della Southern Methodist University e dei Detroit Lions, Doak Walker. Il vincitore riceve una scultura di Doak Walker in bronzo su una base di legno. È stata creata dall'artista Blair Buswell, che ha scolpito più di una dozzina di busti di membri indotti nella Pro Football Hall of Fame.

## Albo d'oro
| Anno | Vincitore           | College        |
| ---- | ------------------- | -------------- |
| 1990 | Greg Lewis          | Washington     |
| 1991 | Trevor Cobb         | Rice           |
| 1992 | Garrison Hearst     | Georgia        |
| 1993 | Byron "Bam" Morris  | Texas Tech     |
| 1994 | Rashaan Salaam      | Colorado       |
| 1995 | Eddie George        | Ohio State     |
| 1996 | Byron Hanspard      | Texas Tech     |
| 1997 | Ricky Williams      | Texas          |
| 1998 | Ricky Williams      | Texas          |
| 1999 | Ron Dayne           | Wisconsin      |
| 2000 | LaDainian Tomlinson | TCU            |
| 2001 | Luke Staley         | BYU            |
| 2002 | Larry Johnson       | Penn State     |
| 2003 | Chris Perry         | Michigan       |
| 2004 | Cedric Benson       | Texas          |
| 2005 | Reggie Bush         | USC            |
| 2006 | Darren McFadden     | Arkansas       |
| 2007 | Darren McFadden     | Arkansas       |
| 2008 | Shonn Greene        | Iowa           |
| 2009 | Toby Gerhart        | Stanford       |
| 2010 | LaMichael James     | Oregon         |
| 2011 | Trent Richardson    | Alabama        |
| 2012 | Montee Ball         | Wisconsin      |
| 2013 | Andre Williams      | Boston College |
| 2014 | Melvin Gordon       | Wisconsin      |
| 2015 | Derrick Henry       | Alabama        |
| 2016 | D'Onta Foreman      | Texas          |
| 2017 | Bryce Love          | Stanford       |
| 2018 | Jonathan Taylor     | Wisconsin      |
| 2019 | Jonathan Taylor (2) | Wisconsin      |
| 2020 | Najee Harris        | Alabama        |
| 2021 | Kenneth Walker III  | Michigan State |
| 2022 | Bijan Robinson      | Texas          |
| 2023 | Ollie Gordon II     | Oklahoma State |
| 2024 | Ashton Jeanty       | Boise State    |

## Vincitori per istituto
| College        | Vittorie |
| -------------- | -------- |
| Wisconsin      | 5        |
| Texas          | 5        |
| Alabama        | 3        |
| Arkansas       | 2        |
| Stanford       | 2        |
| Texas Tech     | 2        |
| BYU            | 1        |
| Colorado       | 1        |
| Georgia        | 1        |
| Iowa           | 1        |
| Michigan       | 1        |
| Ohio State     | 1        |
| Oregon         | 1        |
| Penn State     | 1        |
| Rice           | 1        |
| TCU            | 1        |
| USC            | 1        |
| Washington     | 1        |
| Boston College | 1        |
| Michigan State | 1        |
| Boise State    | 1        |